# Liga Concepcionera de Fútbol
La Liga Concepcionera de Fútbol es una de las siete ligas regionales de fútbol del interior de Paraguay, correspondiente a la Federación de Fútbol del Primer Departamento de Concepción, a su vez afiliado a la Unión del Fútbol del Interior.
Su Personería Jurídica es la del Decreto N° 38.807 del 25 de marzo de 1983. Su sede se halla en las calles Iturbe entre Brasil y Pdte. Franco de la ciudad de Concepción.

## Historia
Fue fundada el 16 de junio de 1917, bajo le denominación Liga Deportivo del Norte, siendo su primer presidente el señor Alfredo Sly. Pasó a su denominación actual en el año 1956.
Anteriormente perteneció a la Primera Región Deportiva, junto a federaciones del Departamento de Amambay y del Norte del Chaco paraguayo, hasta la reorganización de las federaciones de la UFI, de acuerdo a la división política del Paraguay.
Hasta el 2013 nucleaba a clubes de las ciudades de Concepción y Belén, año en el cual fue creada la Liga Deportiva Beleana de Fútbol.
La selección de la Liga Concepcionera es bicampeón del Campeonato Nacional de Interligas en las ediciones de 1967/68 y 1969/70.

### Clubes Fundadores.
- Sportivo Cerro Corá.
- Independencia F.B.C..
- Adolfo Riquelme F.B.C..

### Participación en la Tercera División
El Deportivo Beleano, único club de la Liga que no se hallaba en la ciudad de Concepción, ha participado en torneos de la Tercera División del fútbol paraguayo, como el Clasificatorio de la UFI para la Primera B Nacional y el Campeonato Nacional B 2011, aunque sin éxito hasta el momento. 
Otro club de esta liga que participó de la Tercera División fue el club Adolfo Riquelme, en la temporada 2017. 
La selección de la Liga Concepcionera ha participado en varias temporadas en la Tercera División, logró el subcampeonato de la Primera División B Nacional  en el 2012, en su primera participación. Esto le dio el derecho a disputar el repechaje por el último cupo de ascenso a la Segunda División con el club Club General Martín Ledesma subcampeón de la Primera División B, tras haber ganado el partido de ida 2-1 y perdido el de vuelta 0-1, finalmente Concepcionera no logró el ascenso al caer en los penales 3-4.
En la temporada 2013 y 2015 volvió a participar en el campeonato de la Primera División B Nacional, pero quedó eliminado en la primera fase.
En la temporada 2018, tras 2 temporadas de ausencia volvió a participar del campeonato de la Primera División B Nacional, ganando el Grupo D en la primera fase, pero cayendo eliminado en la segunda fase.

## Campeonato local
La Liga Concepcionera es la encargada de organizar el campeonato local. En la actualidad la liga cuenta con ocho clubes, todos de la ciudad de Concepción. Hasta el 2013 fue parte de la liga el Club Deportivo Beleano de la ciudad de Belén. 
En la última temporada (2019) fueron ocho los equipos participantes: 
| Club                                     | Fundación                           |
| ---------------------------------------- | ----------------------------------- |
| Adolfo Riquelme F.B.C.                   | 13 de diciembre de 1913 (111 años)  |
| Club Sportivo Cerro Corá                 | 11 de septiembre de 1913 (111 años) |
| General Eugenio Alejandrino Garay F.B.C. | 1 de marzo de 1957 (67 años)        |
| Independencia F.B.C.                     | 31 de octubre de 1913 (111 años)    |
| Mariscal López F.B.C.                    | 22 de abril de 1931 (93 años)       |
| Club Nanawa                              | 20 de abril de 1946 (78 años)       |
| Club Sportivo Obrero                     | 15 de agosto de 1918 (106 años)     |
| Atlético Villa Real de la Concepción     | 28 de diciembre de 2009 (15 años)   |

### Últimos campeones por año
Campeones y subcampeones por año de la Liga Concepcionera. 
| Temporada | Campeón                 | Subcampeón          |
| --------- | ----------------------- | ------------------- |
| 1945      | Sportivo Cerro Corá     |                     |
| 1960      | General Garay FBC       |                     |
| 1963      | General Garay FBC       |                     |
| 1967      | Sportivo Cerro Corá     |                     |
| 1970      | General Garay FBC       |                     |
| 1978      | Club Nanawa             |                     |
| 1979      | Club Nanawa             |                     |
| 1980      | Club Nanawa             |                     |
| 1981      | Mariscal López FBC      | Club Nanawa         |
| 1983      | General Garay FBC       |                     |
| 1989      | Sportivo Cerro Corá     |                     |
| 1990      | General Garay FBC       |                     |
| 1997      | General Garay FBC       |                     |
| 1992      | Sportivo Cerro Corá     |                     |
| 1994      | Adolfo Riquelme FBC     |                     |
| 1996      | Sportivo Obrero         |                     |
| 2001      | Mariscal López FBC      |                     |
| 2002      | Mariscal López FBC      |                     |
| 2003      | Independencia FBC       |                     |
| 2004      | Club Nanawa             | Independencia FBC   |
| 2005      | Independencia FBC       | Sportivo Obrero     |
| 2006      | Club Nanawa             | Sportivo Obrero     |
| 2007      | Club Nanawa             | Independencia FBC   |
| 2008      | Adolfo Riquelme FBC     | Sportivo Obrero     |
| 2009      | Independencia FBC       | Deportivo Beleano   |
| 2010      | Deportivo Beleano       | Mariscal López FBC  |
| 2011      | Club Nanawa             | Independencia FBC   |
| 2012      | Club Nanawa             | Adolfo Riquelme FBC |
| 2013      | Sportivo Cerro Corá     |                     |
| 2014      | Sportivo Obrero         | Sportivo Cerro Corá |
| 2015      | Club Nanawa             | Mariscal López FBC  |
| 2016      | Sportivo Cerro Corá     | Adolfo Riquelme FBC |
| 2017      | Adolfo Riquelme FBC     | Club Nanawa         |
| 2018      | Club Nanawa             | Independencia FBC   |
| 2019      | Sportivo Cerro Corá     | Mariscal López FBC  |
| 2020      | Suspendido Por Pandemia |                     |
| 2021      | General Garay FBC       | Sportivo Obrero     |
| 2022      | Adolfo Riquelme FBC     | Independencia FBC   |
| 2023      | Independencia FBC       | Mariscal López FBC  |
| 2024      | Mariscal López FBC      | Sportivo Cerro Corá |

## Palmares de la Liga
| Club                | Campeón | Subcampeón |
| ------------------- | ------- | ---------- |
| Club Nanawa         | 10      | 2          |
| Sportivo Cerro Corá | 7       | 2          |
| General Garay FBC   | 7       |            |
| Mariscal López FBC  | 5       | 4          |
| Independencia FBC   | 4       | 5          |
| Adolfo Riquelme FBC | 4       | 2          |
| Sportivo Obrero     | 2       | 4          |
| Deportivo Beleano   | 1       | 1          |

## Palmarés Nacionales

### U.F.I.
- Campeonato Nacional Interligas (2): 1967/68 y 1969/70.
  - Vicecampeón del Interligas (3): 1951, 1952 y 2005/06.

### Nacional
- Vicecampeón de la Primera División B Nacional (1): 2012.